# Юхи V
Юхи V Мусинга (руанда , нем. и фр. Yuhi V Musinga; 1883 — 13 января 1944, Килембве, Бельгийское Конго) — представитель руандийского монархического рода, король (мвами) Руанды (1896—1931).

## Биография
Пришёл к власти в подростковом возрасте в 1896 г. после дворцового переворота, в результате которого был смещен недолго правивший его сводный брат Мибамбве IV. За время своего правления боролся с тремя основными проблемами. Первой был вопрос легитимности. Свержение его предшественника было организовано членами клана Бега, включая Канжогеру, его матери и вдовы Кигели IV. Такой приход к власти поставил под сомнение законность претензий Мусинги на трон, обычно переходящий к наследнику по строгому ритуальному протоколу. Вторая проблема затрагивала отношения королевского двора с отдельными регионами страны, поскольку после смерти Кигели IV многие районы, оккупированные его армиями, откололись, уменьшив владения королевства. В-третьих, вскоре за коронацией Мусинги последовало прибытие немецких войск в этот район, наряду с мощным миссионерским орденом, Missionaires d’Afrique («Белые отцы»), создавая колониальный контекст его правлению.
Пошёл на союз с Германией, поселенцы контролировали экономику, они старались не вмешиваться в дела королевской семьи и правительства. В результате немецкие военные использовались для восстановления королевской власти над многими автономными районами, а представители двора служили в качестве колониальных администраторов, особенно при бельгийском правлении после Первой мировой войны. Однако, такая политика сотрудничества с европейскими игроками привела к расколу в королевском дворе, поскольку политические фракции боролись за власть и по-разному объединялись с внешними игроками и местными союзниками. Несмотря на то, что бельгийский мандат Лиги Наций был основан на «миссии цивилизации, основанной на системе косвенного управления», новые колониальные власти без колебаний вмешивались в дела королевства, урезая всё больше прерогатив мвами. Бельгийская администрация поддерживала миссионерские ордена, которые выступали против того, что они считали язычеством, и стремились изжить старые верования и обычаи, называемые «суевериями». В католическую веру были тайно обращены сыновья Юхи V.
Ещё одним важным событием правления Юхи V стал «Большой голод» 1928—1929 гг.
В ноябре 1931 г. из-за конфликтов с вождями и отказа принять католицизм король был смещён бельгийской администрацией (официально за «эгоизм и похоть») и заменён его сыном Мутарой Рудахигвой, принявшим имя Мутары III. Изгнанный сначала в Камембе на юго-западе Руанды, а затем в Килембве на юго-востоке Конго, он скончался 13 января 1944 г.